# Коваленко, Евгений Константинович
Евге́ний Константи́нович Ковале́нко (род. 3 января 1950, Ташкент) — советский баскетболист. Рост — 198 см. Форвард. Мастер спорта СССР международного класса (1971). Заслуженный тренер России (1990).

## Биография
В сезоне 1968-69 гг. выступал за «Университет» (Ташкент), в 1970-81 гг. — за ЦСКА. За время выступления как в клубе, так и в сборной команде СССР, завоевал репутацию прекрасного снайпера.
С 1981 по 1983 гг. — тренер-методист ЦСКА. В 1983 году уехал на о. Мадагаскар, где работал главным тренером мужской баскетбольной команды «КОСФАП» (1983—1986), ставшей чемпионом страны. Был награждён Орденом Заслуг Мадагаскара. После возвращения на Родину в 1986 году стал тренером мужской баскетбольной команды ЦСКА (до 1999).
Работая тренером в команде ЦСКА, он трижды становился чемпионом СССР и шесть раз — чемпионом России. Чемпион первых Всемирных военных олимпийских игр. Вместе с командой трижды доходил до четвертьфинала Евролиги. В 1996 году участвовал в финале четырёх Евролиги в Париже, где команда заняла 3-е место.
Главный тренер юниорской сборной России (1992—1995; 1993 — бронзовый призёр чемпионата Европы в Турции). С 1999 по 2001 год — главный тренер мужской баскетбольной команды «Уникс» (Казань), которая в сезон 2000/01 года впервые в своей истории завоевала бронзовые медали чемпионата России. В 2001—2003 годах — главный тренер мужской баскетбольной команды «Спартак» (Санкт-Петербург). В 2004—2005 годах — главный тренер команды «Динамо». В течение двух сезонов команда дважды попадала в «Финал четырёх» Кубка ФИБА.
Окончил факультет журналистики МГУ (1978).

## Достижения
- Бронзовый призёр ЧЕ-73.
- Чемпион СССР 1971-74, 1976-81 гг.; серебряный призёр чемпионата 1975 г.
- Чемпион VI (1975) и VII (1979) Спартакиад народов СССР.
- Обладатель Кубка СССР 1972, 1973
- Победитель турнира Универсиады 1970
- Обладатель КЕЧ-71.
- Заслуженный работник физической культуры и спорта Московской области (2004).
- Награждён медалью Ордена «За заслуги перед Отечеством» II степени (1998).

## Источник
Генкин, Зиновий Аронович. Баскетбол: Справочник / Авт.-сост. З. А. Генкин, Е. Р. Яхонтов. — М.: Физкультура и спорт, 1983. — 224с.